# Telmatobius pefauri
Espèce
Statut de conservation UICN

 CR B1ab(v)+2ab(v) : 
En danger critique
Telmatobius pefauri est une espèce d'amphibiens de la famille des Telmatobiidae.

## Répartition
Cette espèce est endémique de la région d'Arica et Parinacota, dans l'extrême Nord du Chili. Elle se rencontre à environ 3 400 m d'altitude, sur le versant Ouest des Andes.

## Étymologie
Cette espèce est nommée en l'honneur de Jaime E. Péfaur.

## Publication originale
- Veloso & Trueb, 1976 : Description of a new species of telmatobiine frog, Telmatobius (Amphibia: Leptodactylidae), from the Andes of northern Chile. Occasional papers of the Museum of Natural History University of Kansas, vol. 62, p. 1-10 (texte intégral).